# Сесон-Севинье
Сесон-Севинье (фр. Cesson-Sévigné) — коммуна на северо-западе Франции, находится в регионе Бретань, департамент Иль и Вилен, округ Ренн, кантон Беттон. Пригород Ренна, примыкает к нему с востока и отделен от столицы региона кольцевой автомобильной дорогой вокруг Ренна N136. Через территорию коммуны протекает река Вилен.
Население (2018) — 17 312 человек. 

## История
Поселение на реке Вилен было основано в античные времена и на протяжении веков принадлежало семейству Севинье, самой известной представительницей которого была Мари де Рабютен-Шанталь, маркиза де Севинье. 
Новая жизнь небольшого поселка началась с 50-х годов XX века, когда, в соответствии с планом развития агломерации Ренна, в Сесон-Севиньи начали открываться офисы крупных компаний (Orange, Technicolor, Canon, OVH и др.). Дополнительный импульс развитию города дало открытие здесь в 80-х годах технополиса Atalante. Сейчас в Сесон-Севиньи располагаются исследовательские центры многих крупных компаний, преимущественно в области ИТ-технологий. В городе открыто несколько высших учебных заведений (Высшая школа электрики, Высшая школа оборонных коммуникаций, IMT Atlantique), общее число рабочих мест превышает 20 000. Население города представляет собой преимущественно средний класс. 

## Достопримечательности
- Особняк де Буршеврёй
- Шато де ла Салетт-де-Кусе
- Церковь Святого Мартина начала XX века
- Музей оборонных технологий на территории технополиса Atalante
- Природный парк на берегу Вилена со старинными мостами через реку

## Экономика
Структура занятости населения:
- сельское хозяйство — 0,3 %
- промышленность — 6,3 %
- строительство — 5,3 %
- торговля, транспорт и сфера услуг — 71,0 %
- государственные и муниципальные службы — 17,0 %

Уровень безработицы (2018) — 9,4 % (Франция в целом —  13,4 %, департамент Иль и Вилен — 10,4 %). 

Среднегодовой доход на 1 человека, евро (2018) — 27 550 (Франция в целом — 21 730, департамент Иль и Вилен — 22 230).

## Демография
Динамика численности населения, чел.

## Администрация
Пост мэра Сесон-Севинье с 2020 года занимает Жан-Пьер Савиньяк (Jean-Pierre Savignac). На муниципальных выборах 2020 года возглавляемый им центристский список победил в 1-м туре, получив 60,50 % голосов.
| Период | Период | Фамилия           | Партия                  | Примечания                                                         |
| ------ | ------ | ----------------- | ----------------------- | ------------------------------------------------------------------ |
| 1971   | 2000   | Роже Бельяр       | Разные правые           | директор компании, вице-президент Генерального совета департамента |
| 2000   | 2008   | Жозе Роз          | Разные правые           | врач                                                               |
| 2008   | 2014   | Мишель Бьян       | Социалистическая партия | журналист                                                          |
| 2014   | 2020   | Альбер Плуинек    | Республиканцы           | офицер связи в отставке                                            |
| 2020   |        | Жан-Пьер Савиньяк | Разные центристы        | руководитель предприятия                                           |

## Спорт
В Сесон-Севинье размещается мужская гандбольная команда Сессон Ренн, выступающая в 1-м дивизионе чемпионата Франции.

## Города-побратимы
- Вальтроп, Германия
- Каррик-он-Шаннон, Ирландия
- Дан-Кассари, Нигер

## Галерея

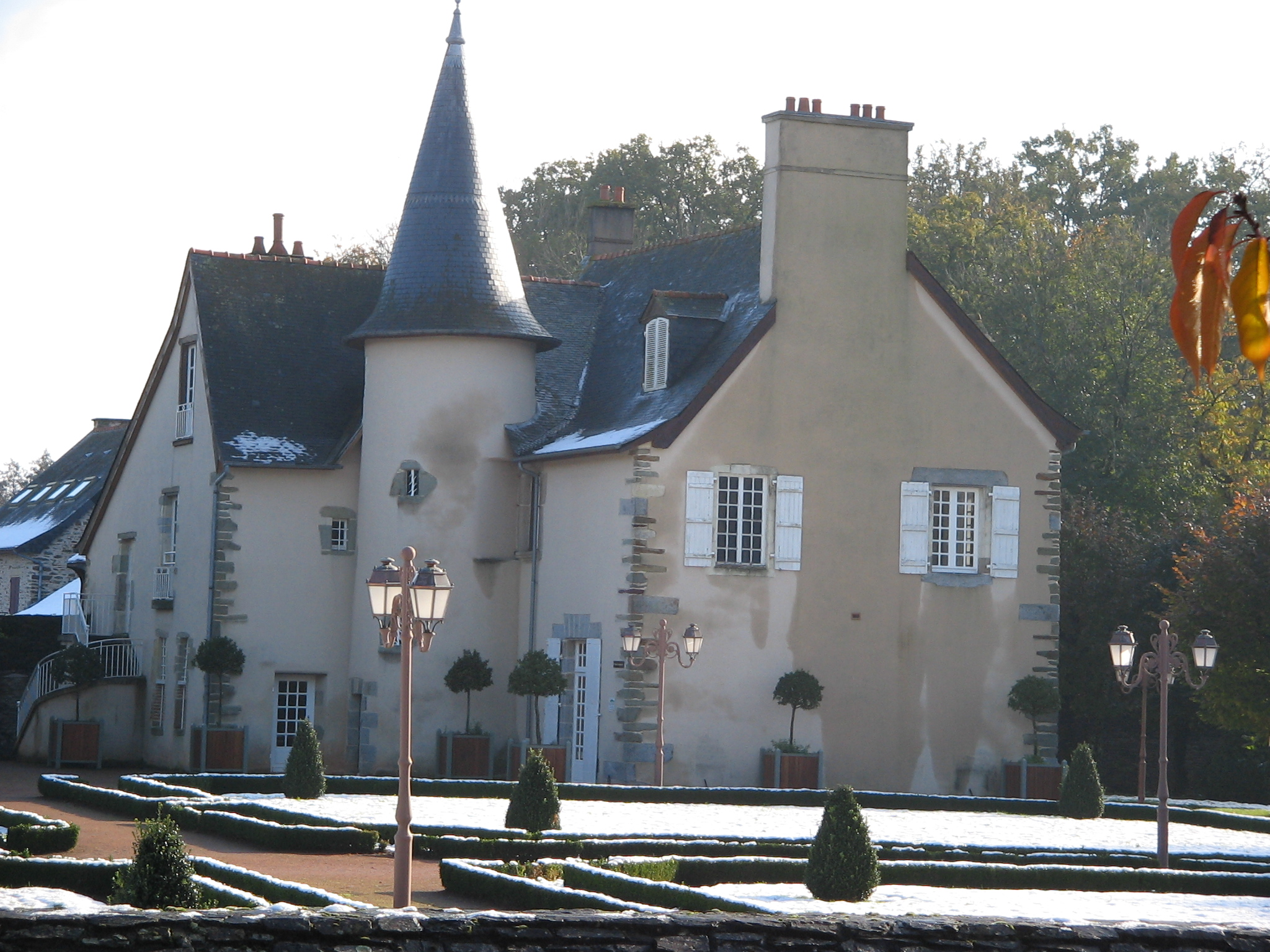
Особняк де Буршеврёй
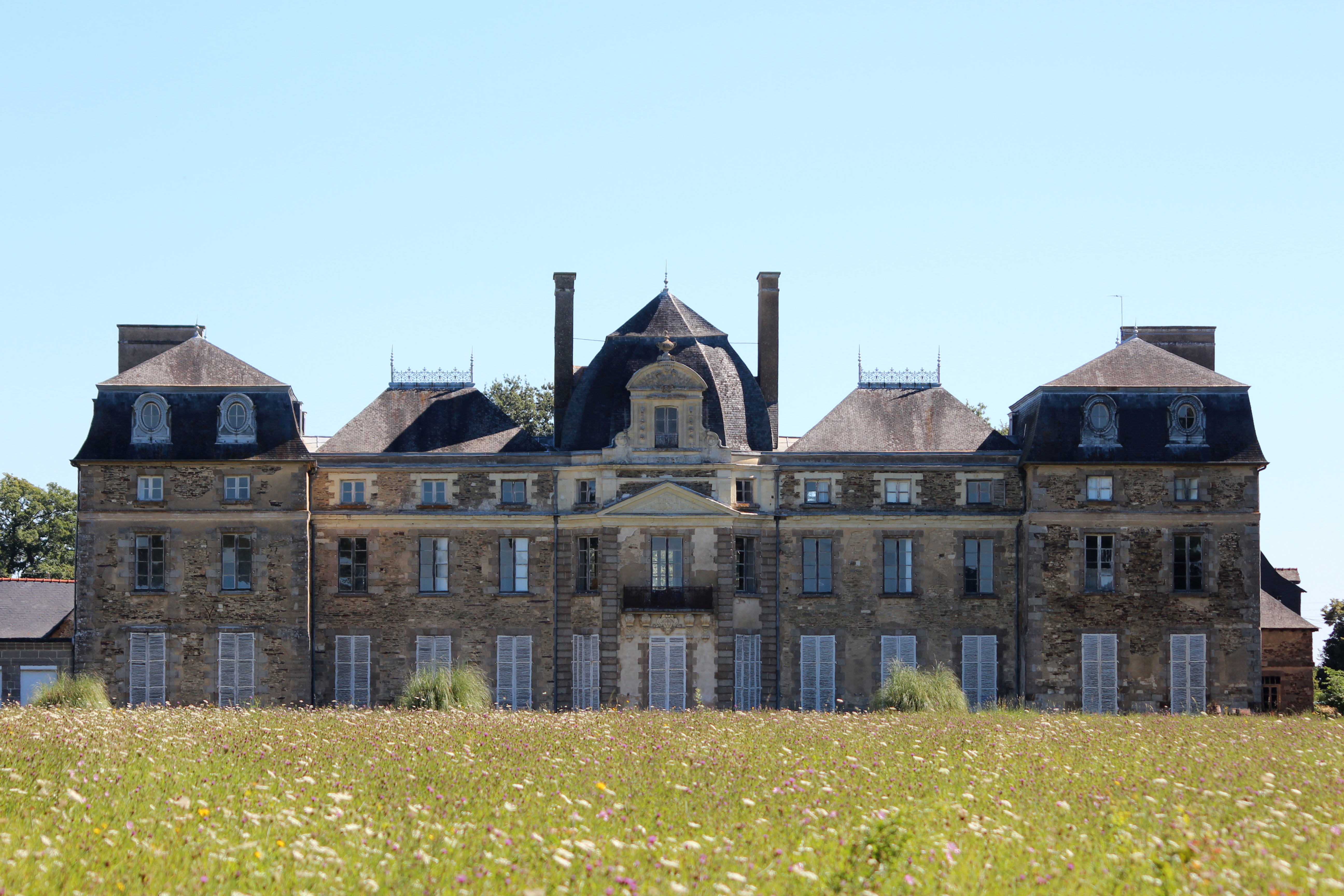
Шато де ла Салетт-де-Кусе
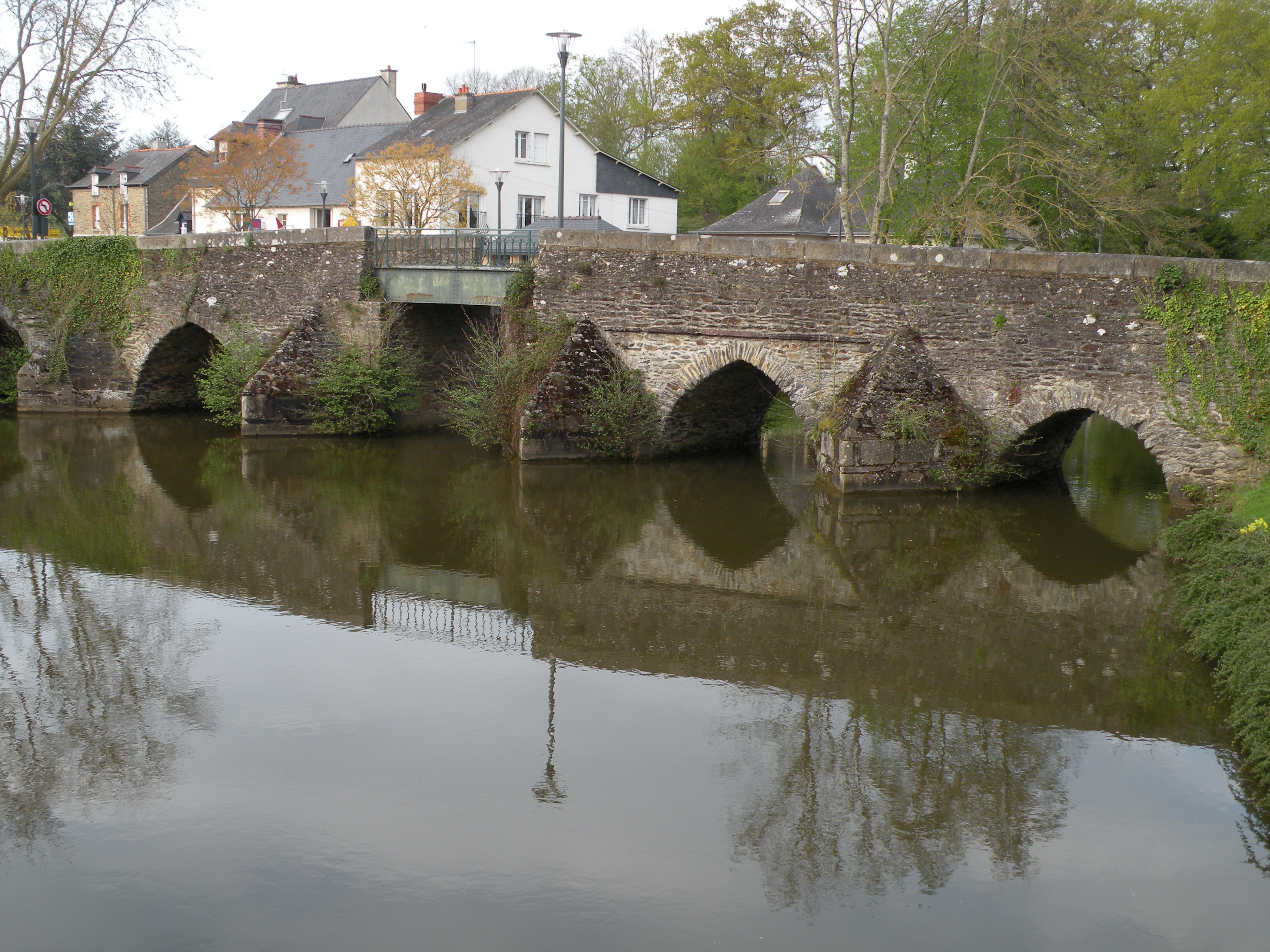
Старинный мост через реку Вилен